# La cochinadita nuclear
La cochinadita nuclear es una historieta del dibujante de cómics español Francisco Ibáñez serializada en la revista Mortadelo en 1989. Esta es la primera historieta de la serie que trata sobre el calentamiento global, más tarde Ibáñez vovería a tratarlo en ¡Desastre! y Los verdes.

## Trayectoria editorial
A pesar de contar con la firma de Francisco Ibáñez, la realización de la historieta fue llevada a cabo al completo por el Equipo B.

## Sinopsis
Una potencia extranjera -EE. UU.- está introduciendo residuos nucleares en España por distintos medios. El doctor Coliflorindo Repóllez, diputado por Los Verdes, informa a Mortadelo y Filemón de los transportes de residuos, y estos deben detenerlos antes de que provoquen radiaciones y mutaciones genéticas.

## Curiosidades
El álbum abre con un prólogo humorístico, propio de Ibáñez, sobre la contaminación ambiental. A medida que la humanidad se desarrolla aumentan la basura, siendo los residuos nucleares el colmo. Una caricatura satírica de Ronald Reagan, entonces presidente de los EE. UU., ilustra cómo se toman los gobernantes el peligro nuclear. La cochinadita nuclear, como dice Ibáñez.

## Crítica
Soto pone a estas historietas dentro del grupo de las que tienen "tocan fondo con un dibujo penoso y unos guiones inocuos".